# Scotopelia ussheri
El cárabo pescador rojizo o búho pescador rufo (Scotopelia ussheri) es una especie de ave estrigiforme de la familia Strigidae.

## Distribución geográfica yhábitat
Se encuentra en la Costa de Marfil, Ghana, Guinea, Liberia y Sierra Leona. Su hábitat natural son los bosques húmedos subtropicales o tropicales de tierras bajas y bosques de manglares subtropicales o tropicales. Está amenazado por pérdida de hábitat.